# Lubotyń (województwo wielkopolskie)

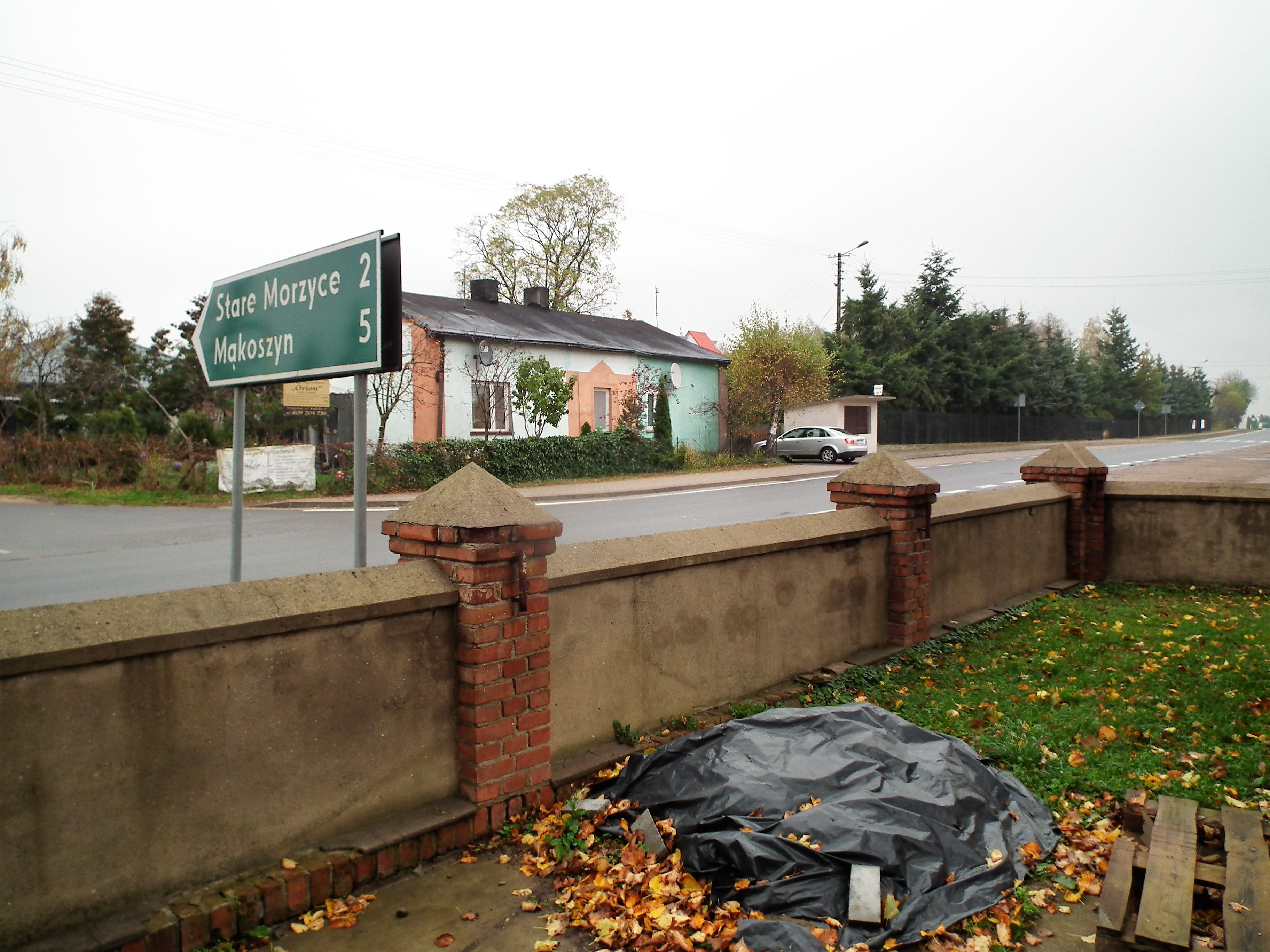
Fragment centrum wsi

Lubotyń – wieś (dawniej miasto) w Polsce położona w województwie wielkopolskim, w powiecie kolskim, w gminie Babiak, nad Jeziorem Lubotyńskim, na Pojezierzu Kujawskim. 
Lubotyń uzyskał lokację miejską w 1242 roku, zdegradowany przed 1400 rokiem. Wieś duchowna Lubotyn, własność biskupów włocławskich, położona było w 1785 roku w powiecie przedeckim województwa brzeskokujawskiego. Do 1954 roku istniała gmina Lubotyń. W latach 1975–1998 miejscowość administracyjnie należała do województwa konińskiego.

## Informacje ogólne
Wieś położona jest przy tzw. Magistrali Węglowej. Pierwsza wzmianka o istnieniu osady pochodzi z 1224 r. Aż do rozbiorów była ona własnością biskupów kujawskich. 
Okolice wsi mają bardzo urozmaicony krajobraz. W rynnie polodowcowej leży Jezioro Lubotyńskie o powierzchni 106,1 ha. Jego długość wynosi 2,8 km, a największa szerokość – ok. 550 m. W sąsiedztwie Lubotynia znajduje się rezerwat przyrody Kawęczyńskie Brzęki z najdalej wysuniętym na wschód Niziny Wielkopolsko-Kujawskiej stanowiskiem jarzębu brekinii (Sorbus torminalis).
Przez wieś przebiega droga wojewódzka nr 269.
| SIMC    | Nazwa    | Rodzaj    |
| ------- | -------- | --------- |
| 0281111 | Bagno    | część wsi |
| 0281128 | Kawęczyn | część wsi |

## Kościół
Renesansowy kościół Świętego Wawrzyńca został wzniesiony w latach 1612-1620 z fundacji Jadwigi z Dunin-Modliszewskich Sierakowskiej, kasztelanowej lądzkiej. Jest budynkiem jednonawowym, murowanym z cegły w układzie polskim. Węższe prezbiterium jest zamknięte wielobocznie. Od zewnątrz ściany są oszkarpowane. Mury nawy zdobią bliźniacze płyty zamknięte półkoliście. Szczyt fasady zachodniej jest zakończony półkolistymi uskokami schodkowymi, poniżej których schodzą tynkowane blendy. Na osi fasady jest umieszczony skromny portal z początku XVII wieku, z kartuszem kamiennym z herbem Rawicz, biskupa włocławskiego Pawła Wołuckiego. W barokowym ołtarzu głównym - z początku XVIII wieku - są ustawione rzeźby świętych: Wojciecha, Stanisława, Wawrzyńca i Kazimierza oraz Archanioła Michała. Uwagę zwraca również kamienne epitafium fundatorki kościoła z herbami Łódź i Ogończyk, wystawione w 1640 roku. 
Parafia lubotyńska administracyjnie należy do dekanatu sompoleńskiego (diecezja włocławska).